# Малахов Володимир Михайлович
Володимир Михайлович Малахов (рос. Владимир Михайлович Малахов; нар. 10 жовтня 1955, Баку, Азербайджанська РСР) — радянський та російський футболіст та тренер, виступав на позиції воротаря.

## Життєпис
Вихованець азербайджанського футболу, розпочинав кар'єру в місцевих командах у другій лізі.
З 1976 виступав за майкопську «Дружбу», потім за «Машук» (П'ятигорськ). 1979 року перейшов у ставропольське «Динамо». У 1987—1988 роках виступав за «Атоммаш», проте невдовзі повернувся до «Динамо». За ставропольський клуб у першості СРСР зіграв близько 250 матчів.
Після розпаду СРСР «Динамо» взяло старт у першому чемпіонаті Росії, в якому Малахов дебютував у виїзному матчі 3-го туру проти московського «Локомотива», замінивши на 55-й хвилині матчу Андрія Победенного та залишив ворота у недоторканності. Розпочинав той чемпіонат ставропольське «Динамо» із воротарською бригадою молодий Андрій Победенний — досвідчений Володимир Малахов, причому конкуренцію молодості та досвіду виграла молодість. Влітку 1992 року з кисловодського «Асмарала» запросили Зураба Санаю, а сам Малахов повернувся до Ізобільного, клуб тоді називався «Динамо». Завершив кар'єру 1993 року в «Тереці».
Після закінчення кар'єри гравця працював тренером у клубах другої ліги. Працює тренером-викладачем у ДЮСШ міста Ставрополь.